# Biserica de lemn din Vale

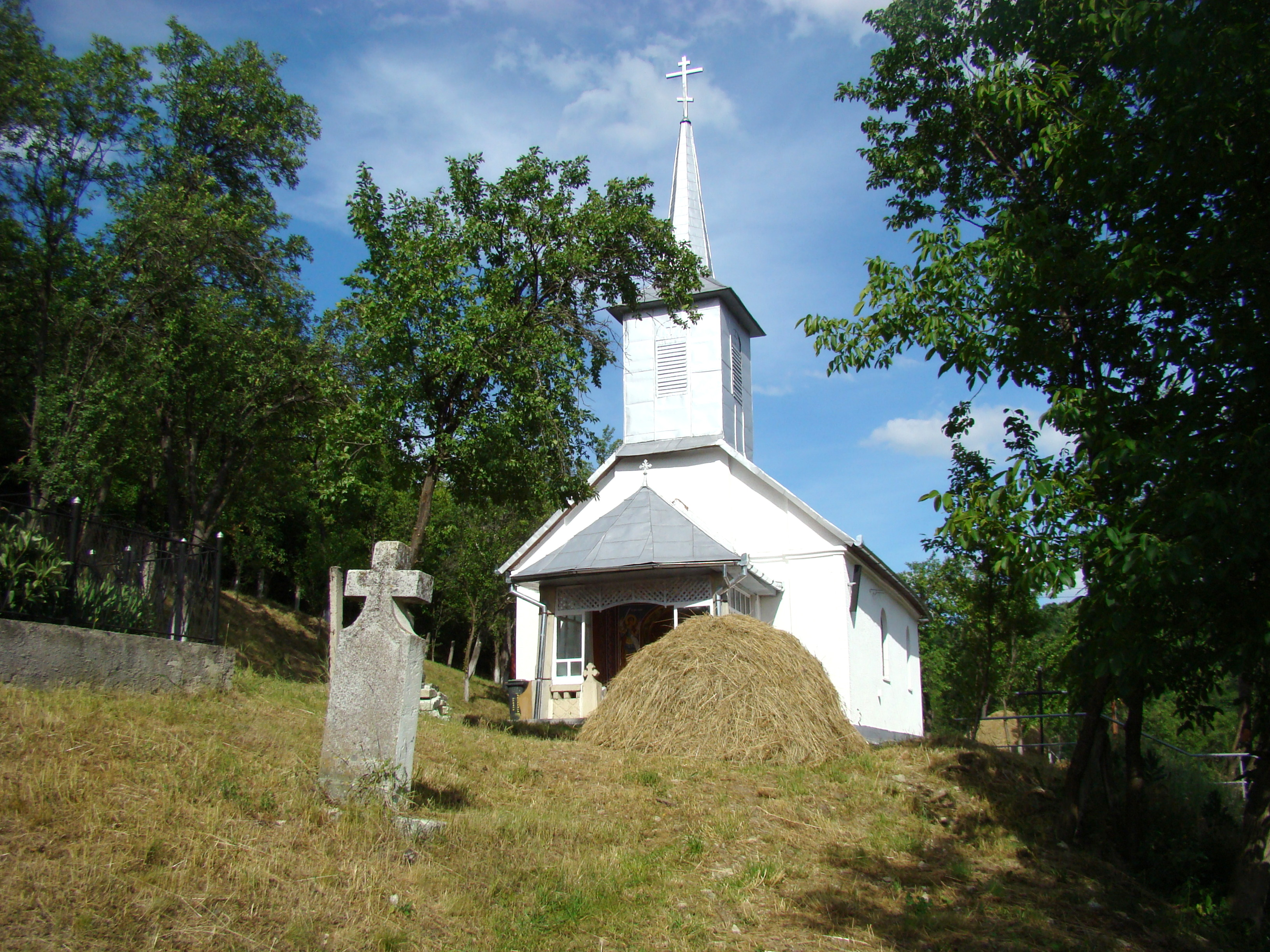
Biserica de lemn „Sfântul Ierarh Nicolae” din satul Vale, comuna Aluniș, județul Cluj, foto: iunie 2014.

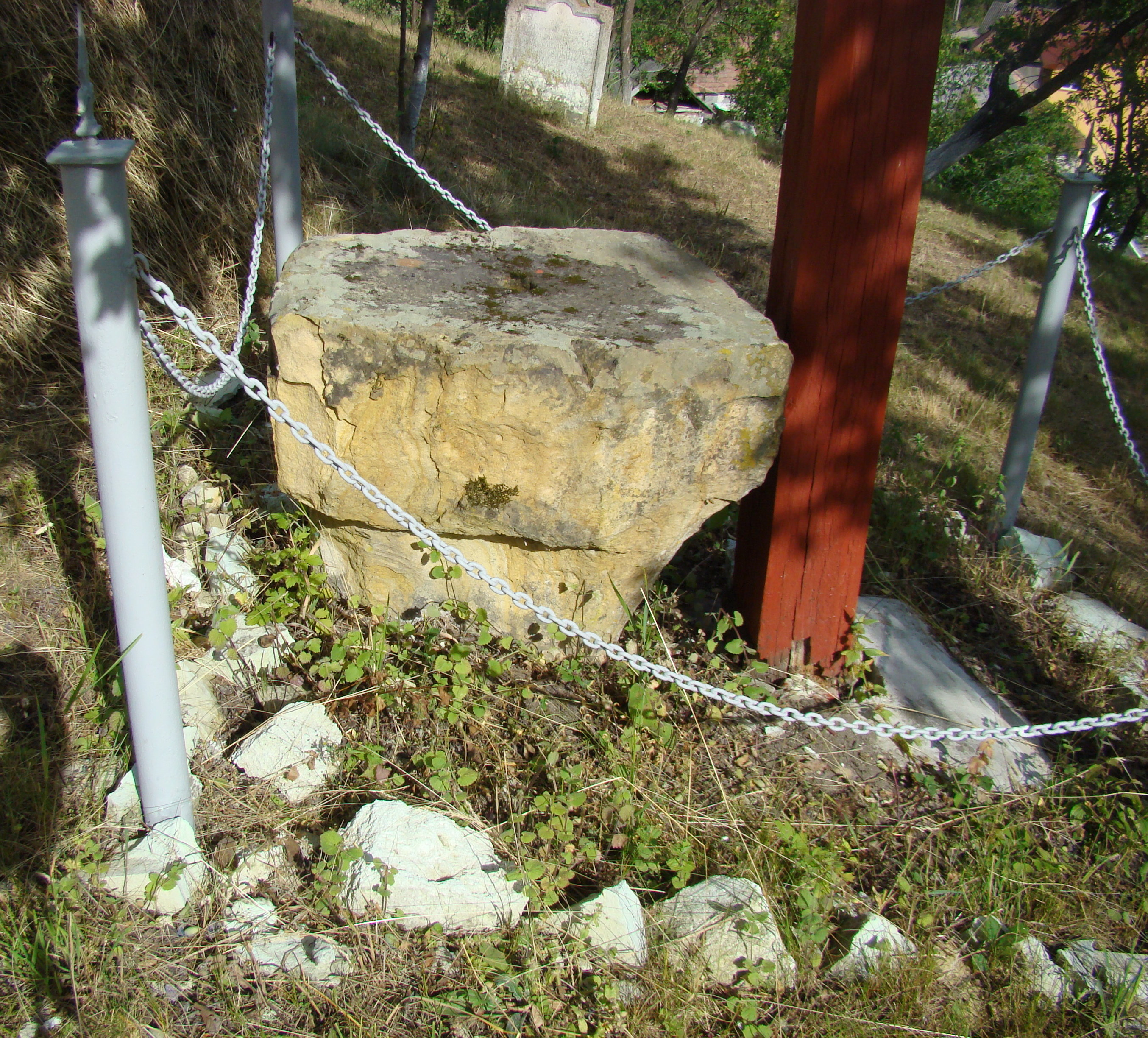
Prestolul bisericii de lemn anterioare de la 1750

Biserica de lemn din satul Vale, comuna Aluniș, județul Cluj a fost construită în anul 1904. Are hramul „Sfântul Ierarh Nicolae”.

## Localitatea
Satul este atestat documentar pentru prima dată în anul 1405 sub numele de Tóthfalu. Alte denumiri sub care apare de-a lungul timpului: Valya seu Totfalva (1760);  Válya (1854), Bánffitóthfalu; Tótfalu, Totfalău. Localitatea a avut o structură multiconfesională, simultan sau succesiv alcătuită din romano-catolici, calvini, greco-catolici, ortodocși. Recensământul ecleziatic din 1733 menționează 36 familii de greco-catolici. În 1760, sub influența mișcării pro-ortodoxe condusă de  călugărul Sofronie de la mănăstirea Plăișorul Ciorii (Cioara), 14 familii din cele 8 câte avea satul, au revenit, pentru scurtă vreme, la ortodoxie. S-au  reconvertit la greco-catolicism în toamna anului 1774, cu prilejul vizitațiunii canonice a Ep. Grigore Maior. Au revenit la ortodoxie în 1948. Pentru un timp, satul a format o parohie de sine stătătore. În urma depopulării, a rămas o vreme fără preot (1929-1932), iar apoi s-a afiliat la una din parohiile învecinate: Igriția, Tiocu de Jos, Orman, Ghirolt, Aluniș, Corneni.

## Istoric și trăsături
Biserica de lemn este singura din localitate, în prezent ortodoxă, inițial greco-catolică, construită din lemn în perioada 1904-1906. A fost sfințită în 17 iunie 1906 de Episcopul Ioan Sabo. A fost renovată în 1931, repictată în 1951 de Iuhas Ernest, renovată iarăși în anii 1977-1978, resfințită în 4 iunie 1978 de Arhiepiscopul Teofil Herineanu. Predecesoarea ei a fost tot o ctitorie de lemn, construită în 1750, care avea hramul „Sfinții Arhangheli Mihail și Gavriil”, de la care se mai păstrează prestolul mesei Sfântului Altar. Un document din 1658 arată că satul avea preot ortodox care plătea 2 florinți  „pentru suplimentarea haraciului turcesc", ceea ce presupune și existența unei biserici.

## Imagini din exterior

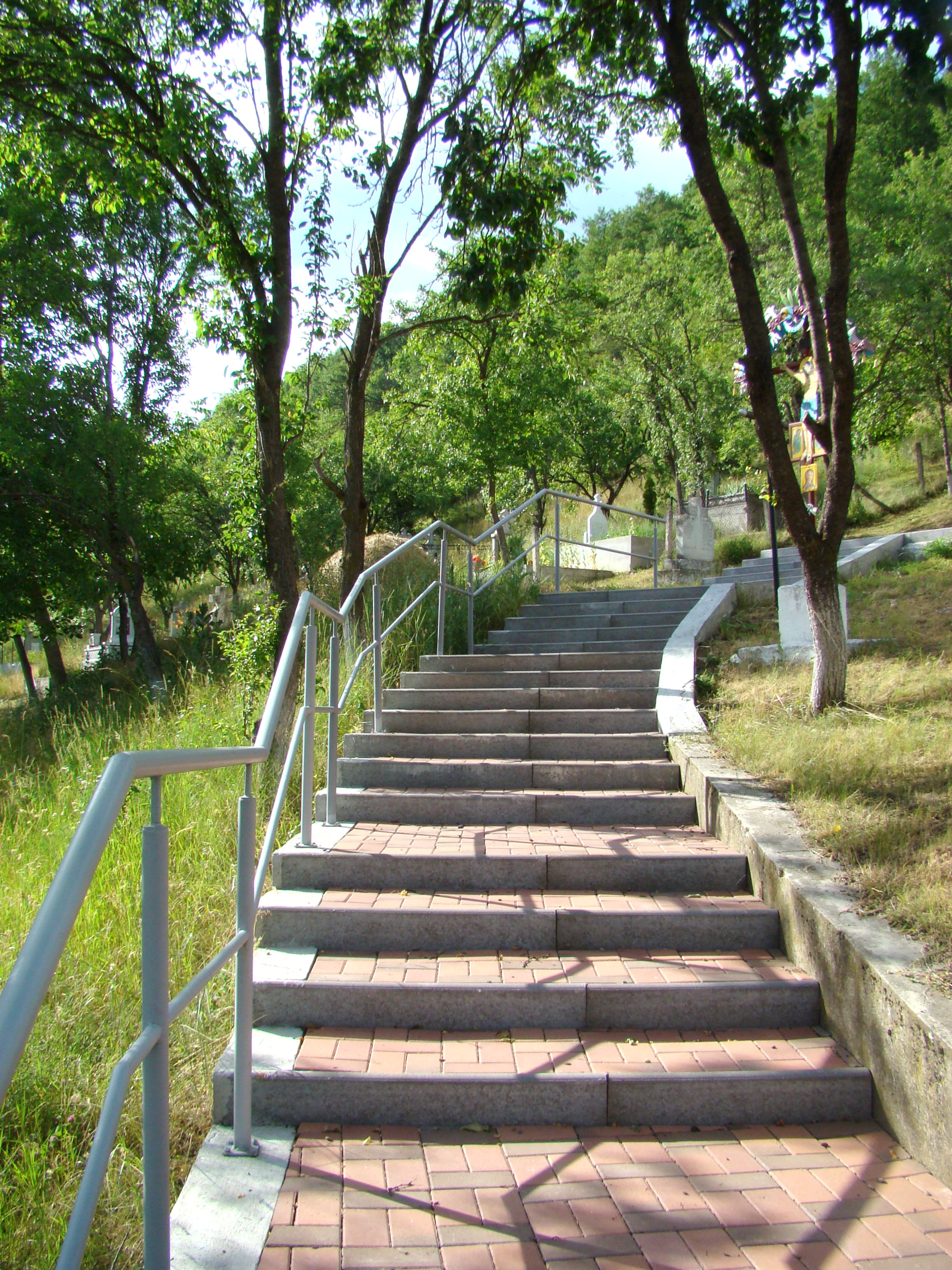
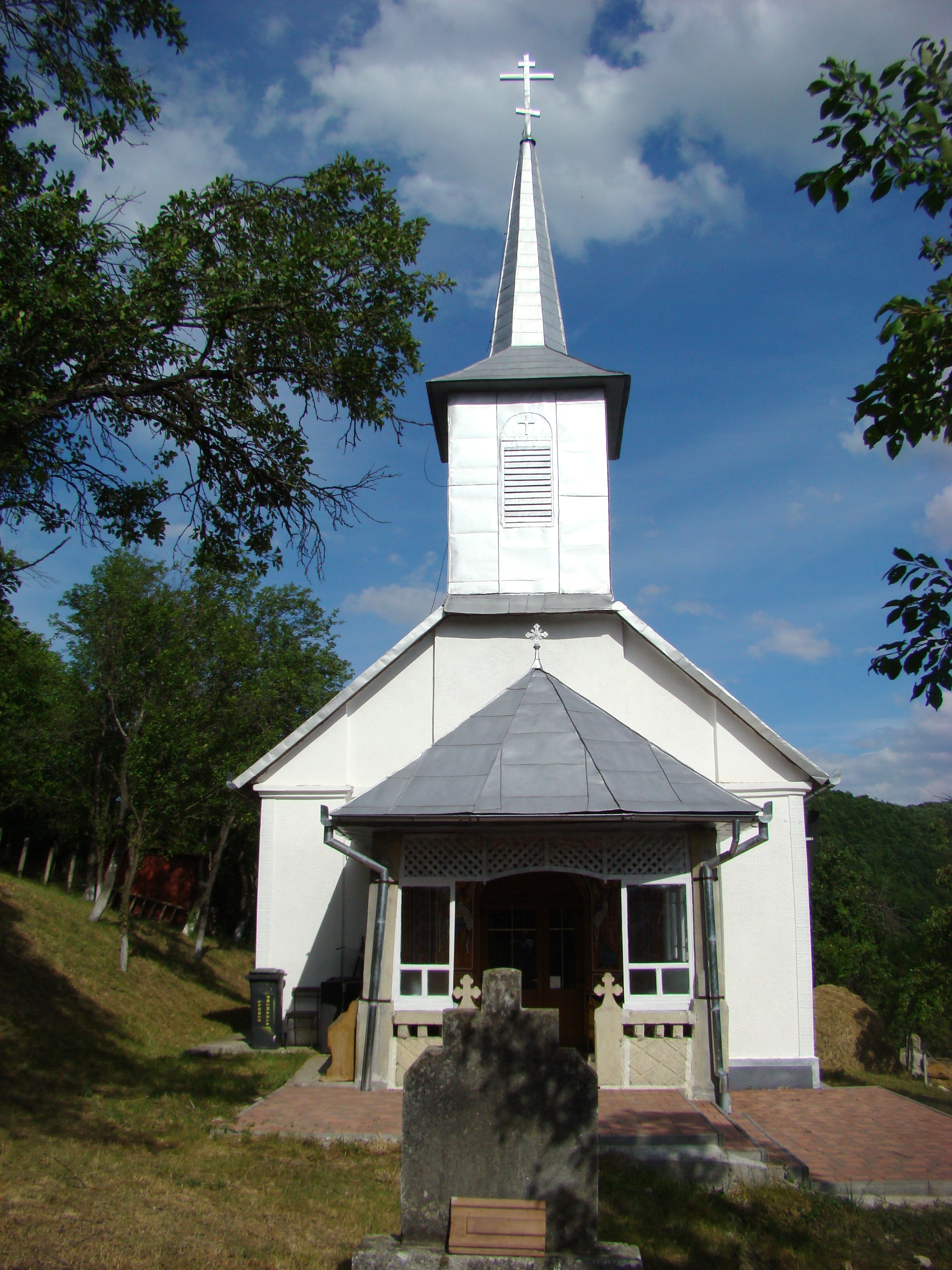
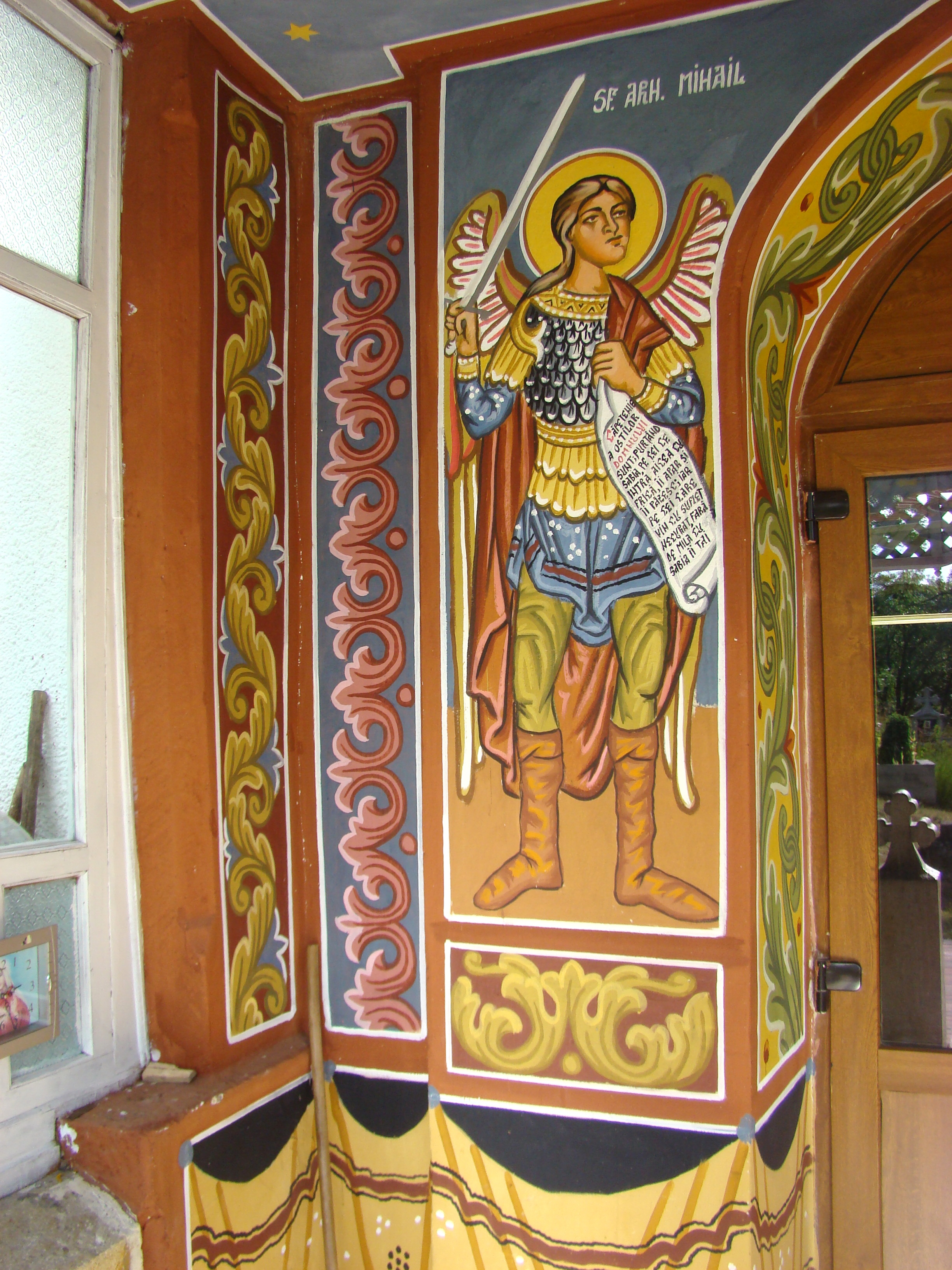
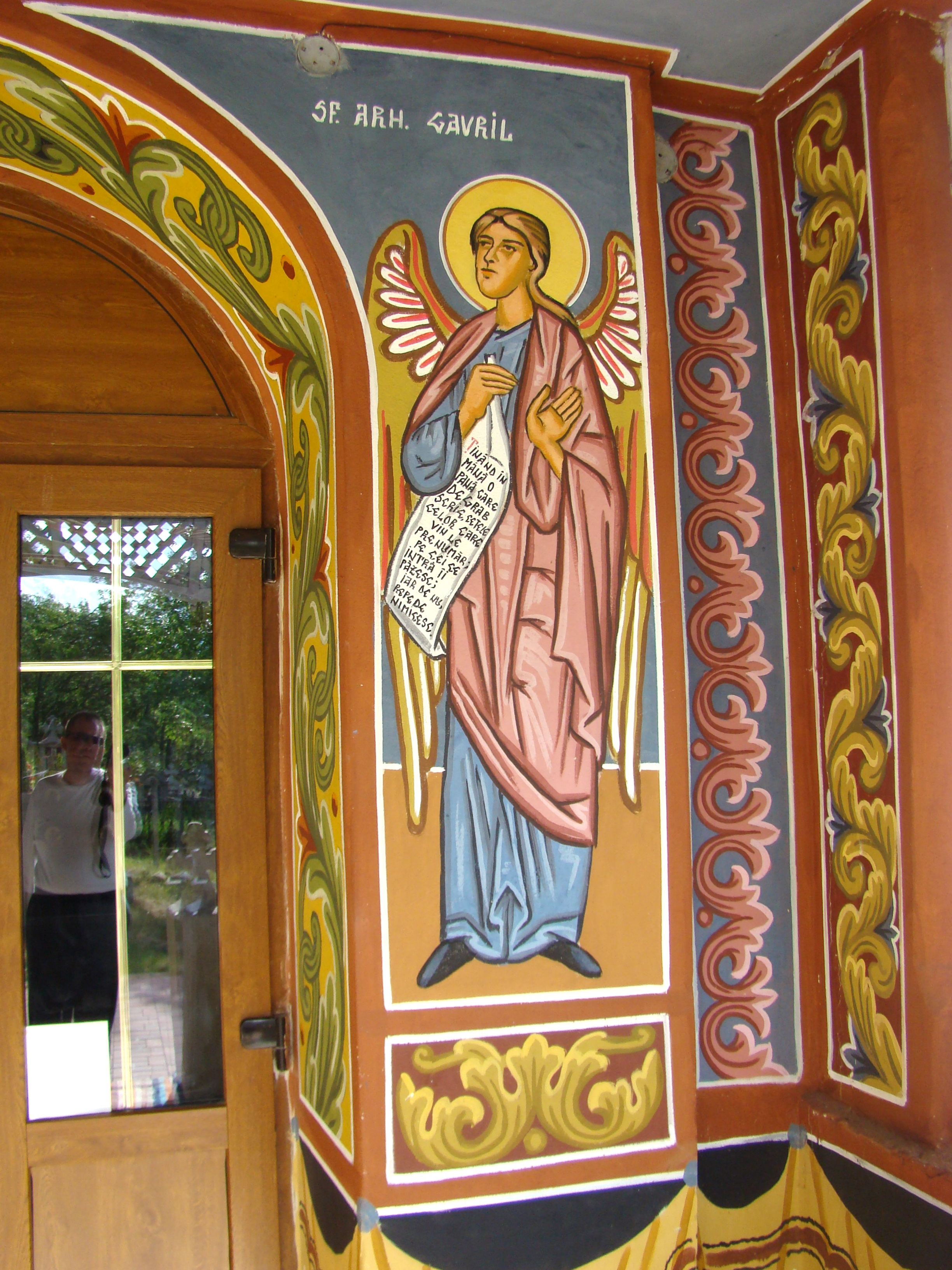
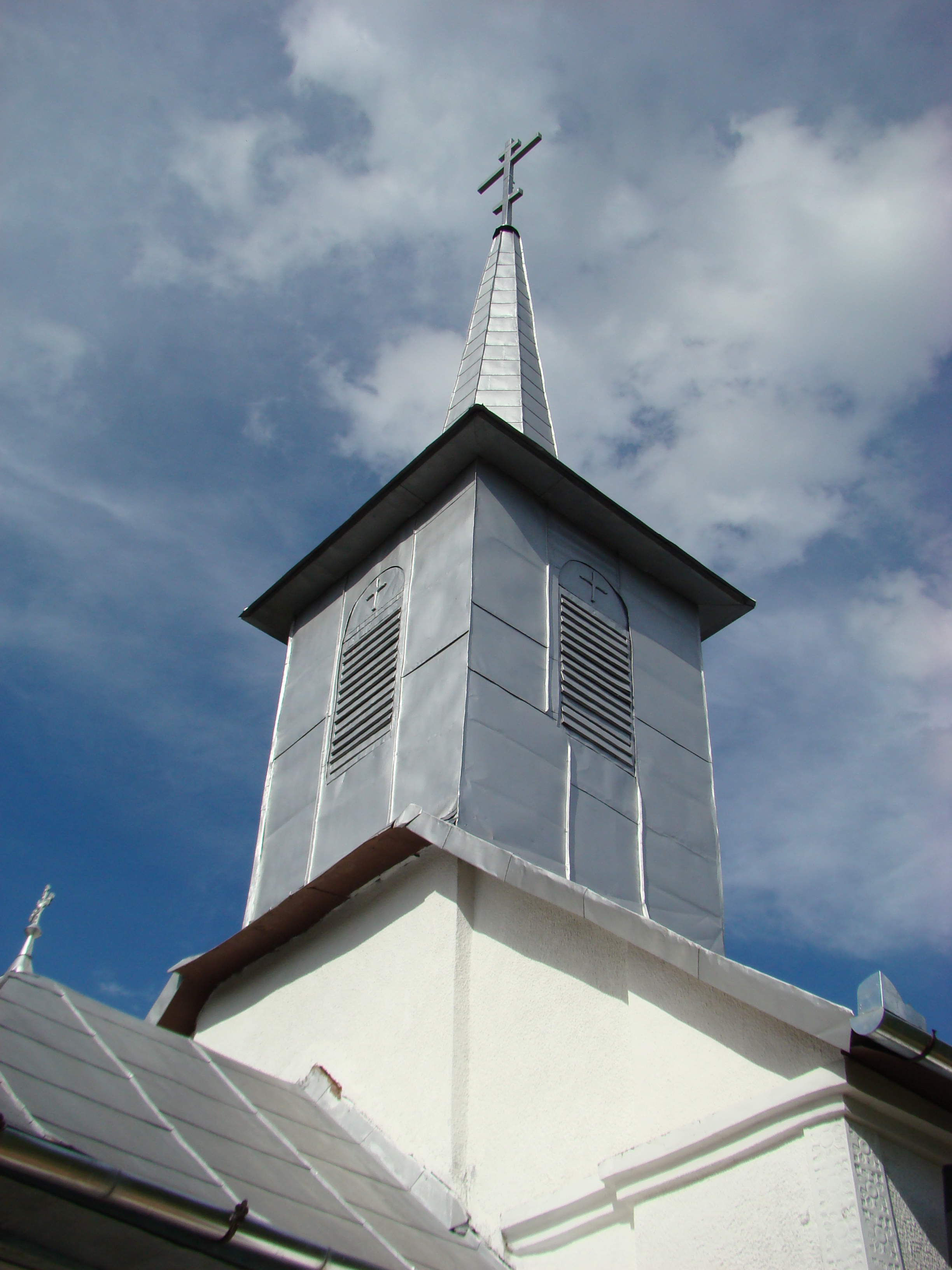
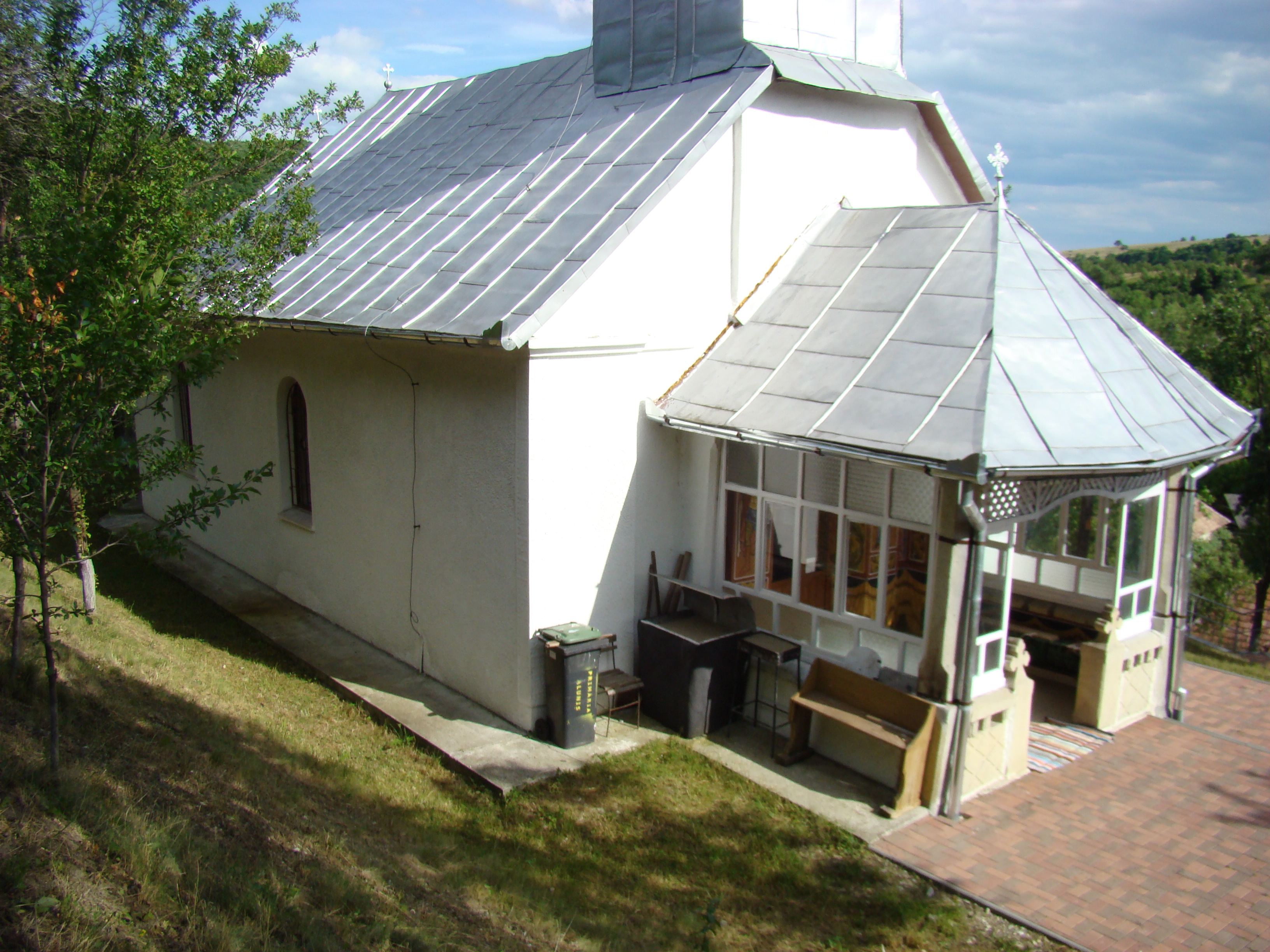
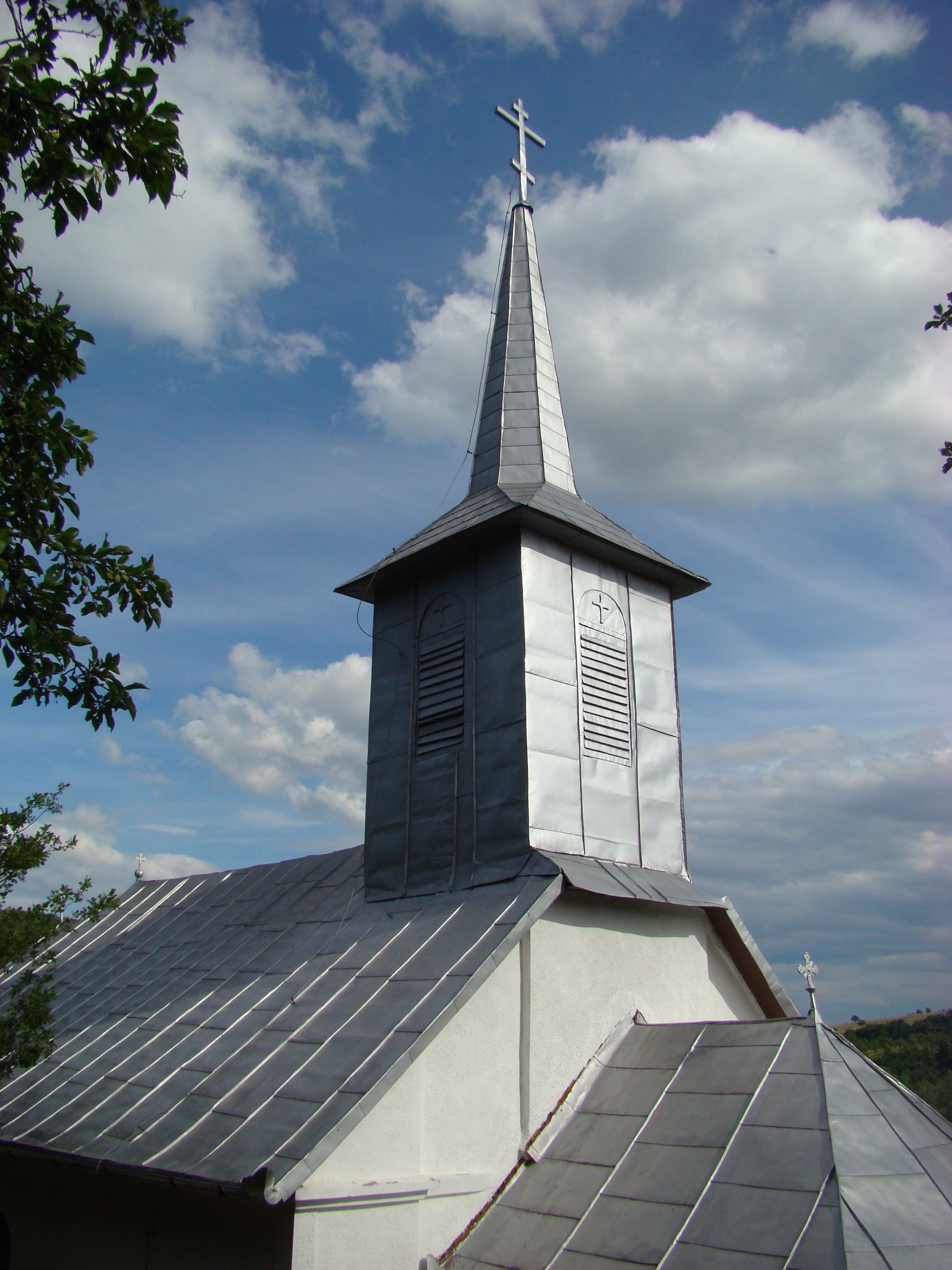
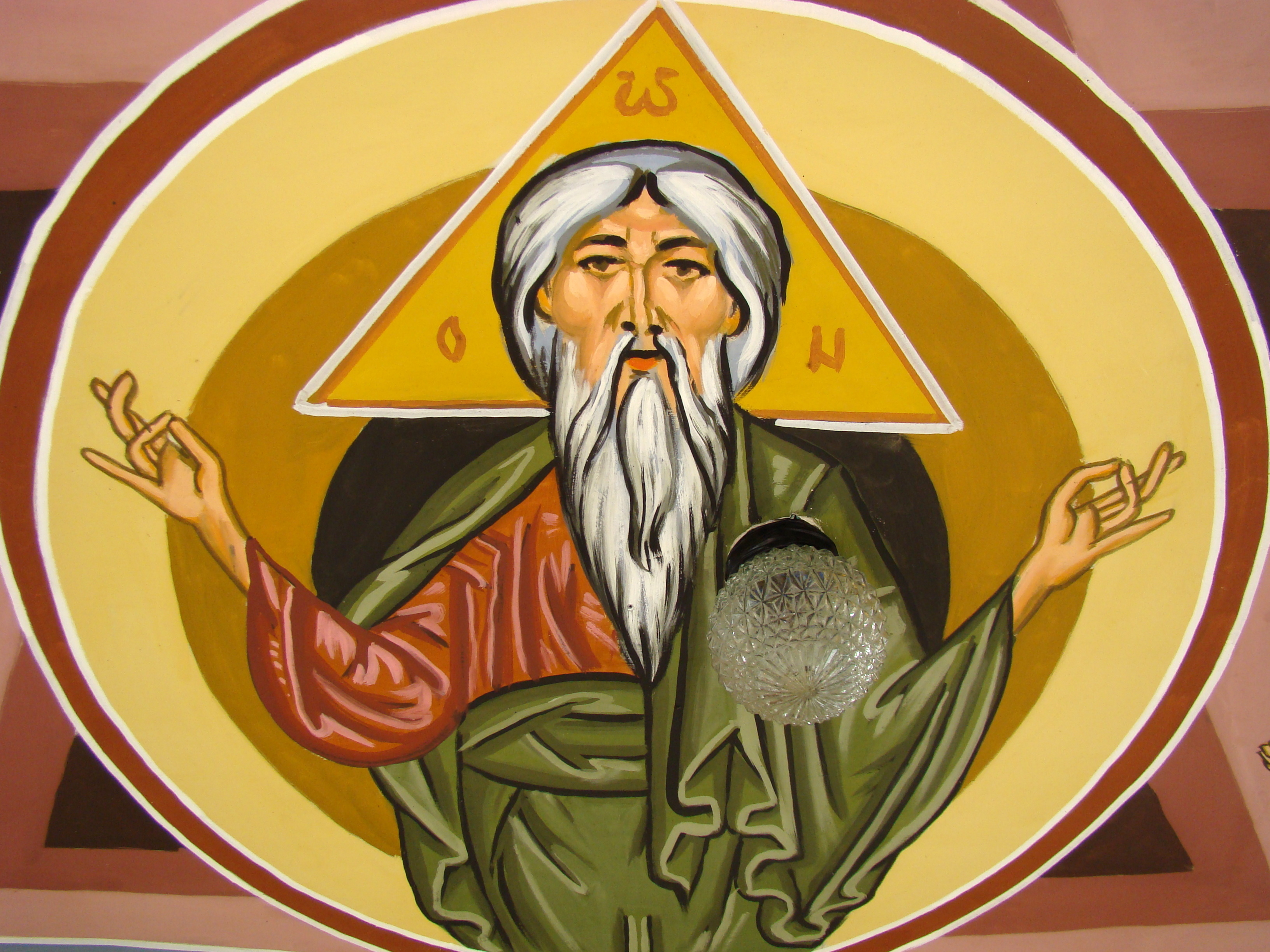
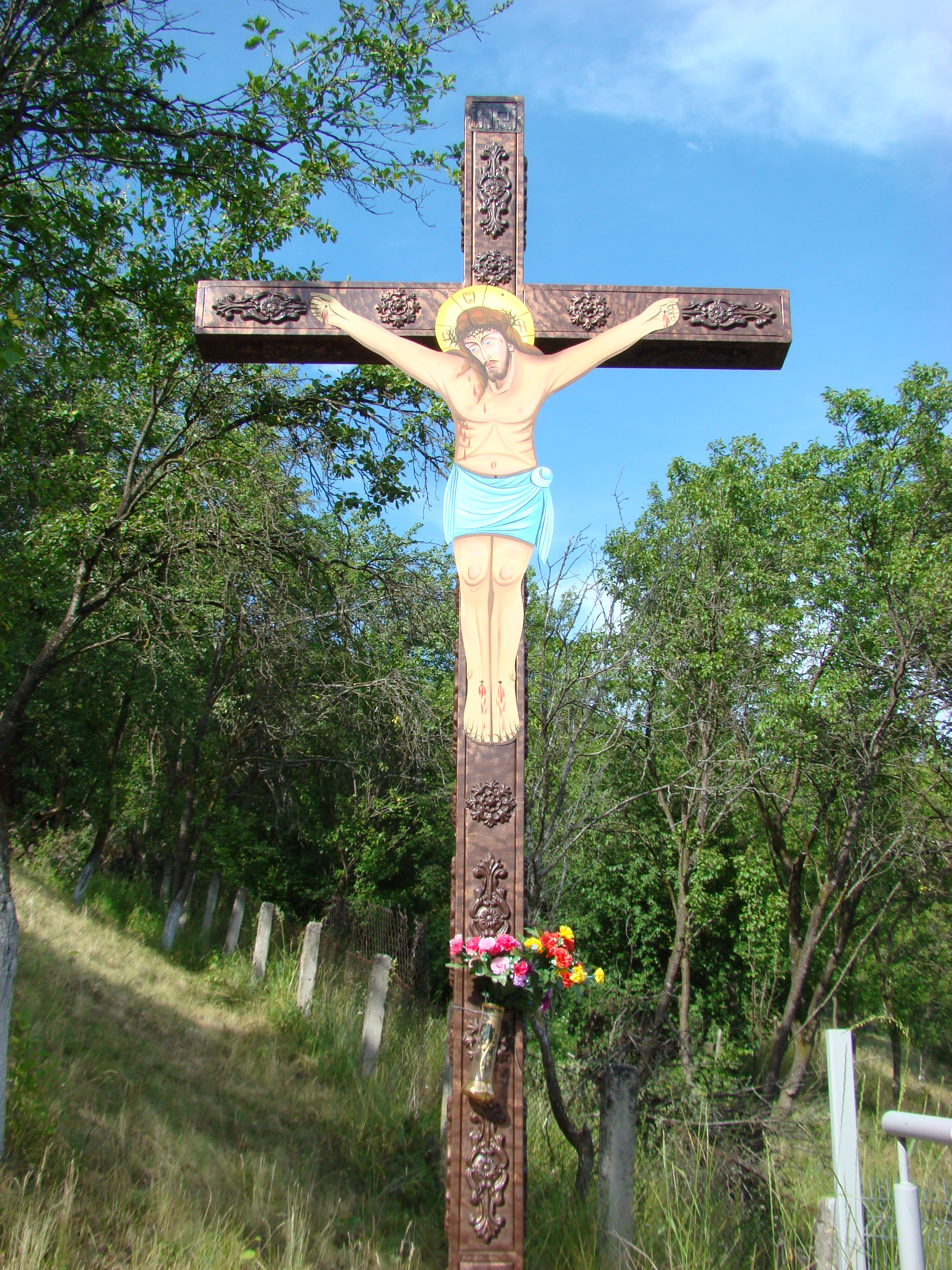
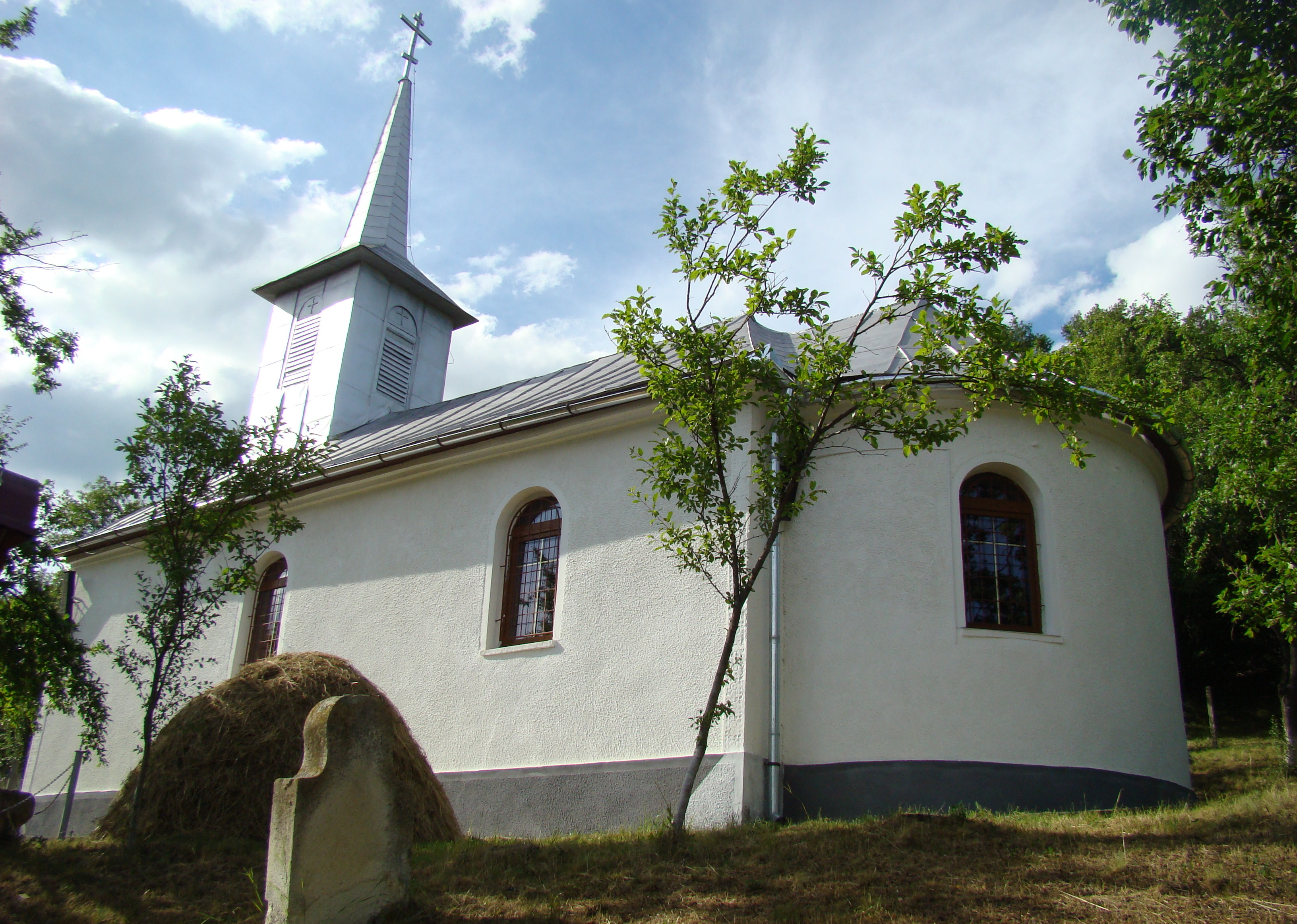
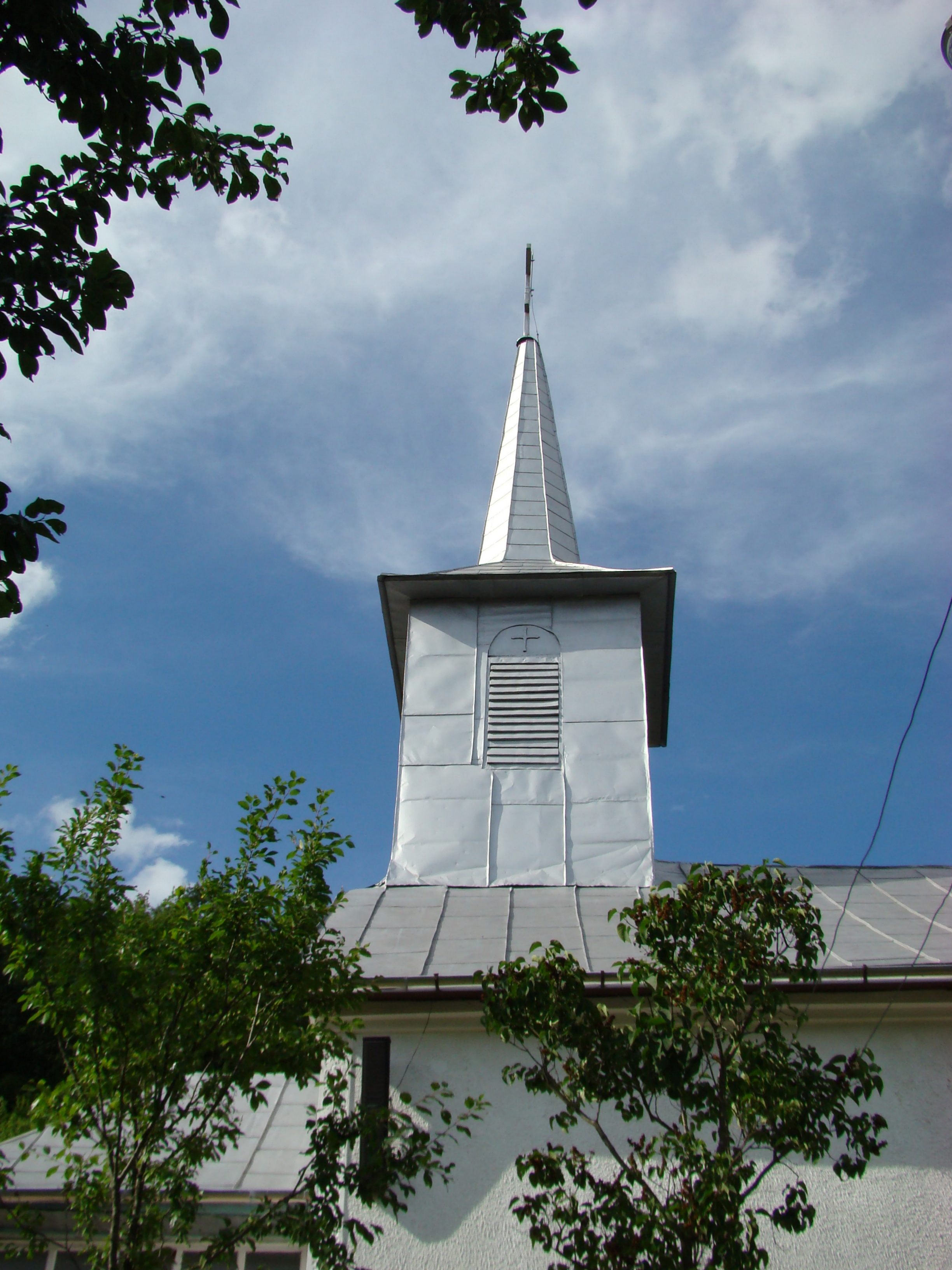
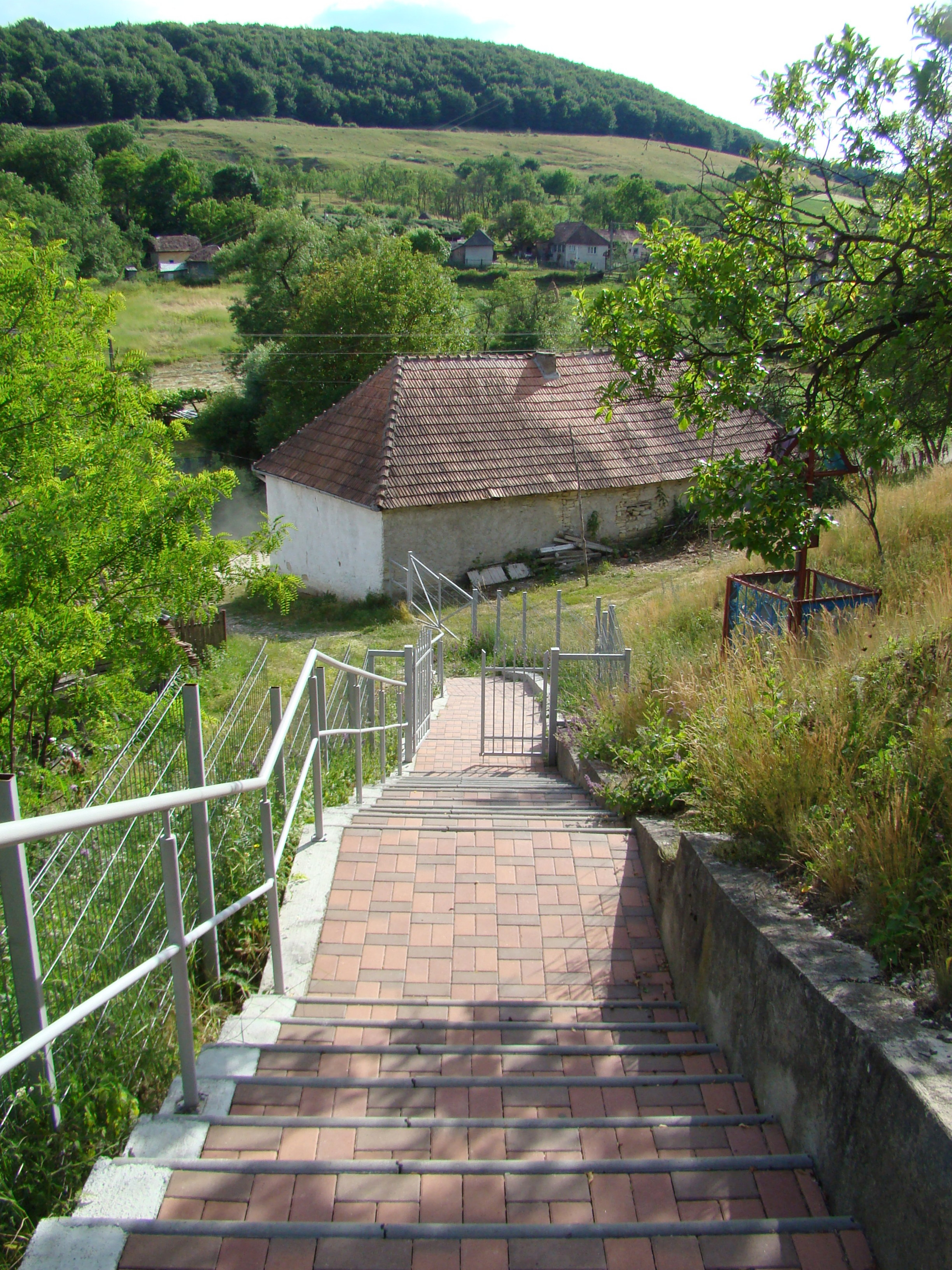
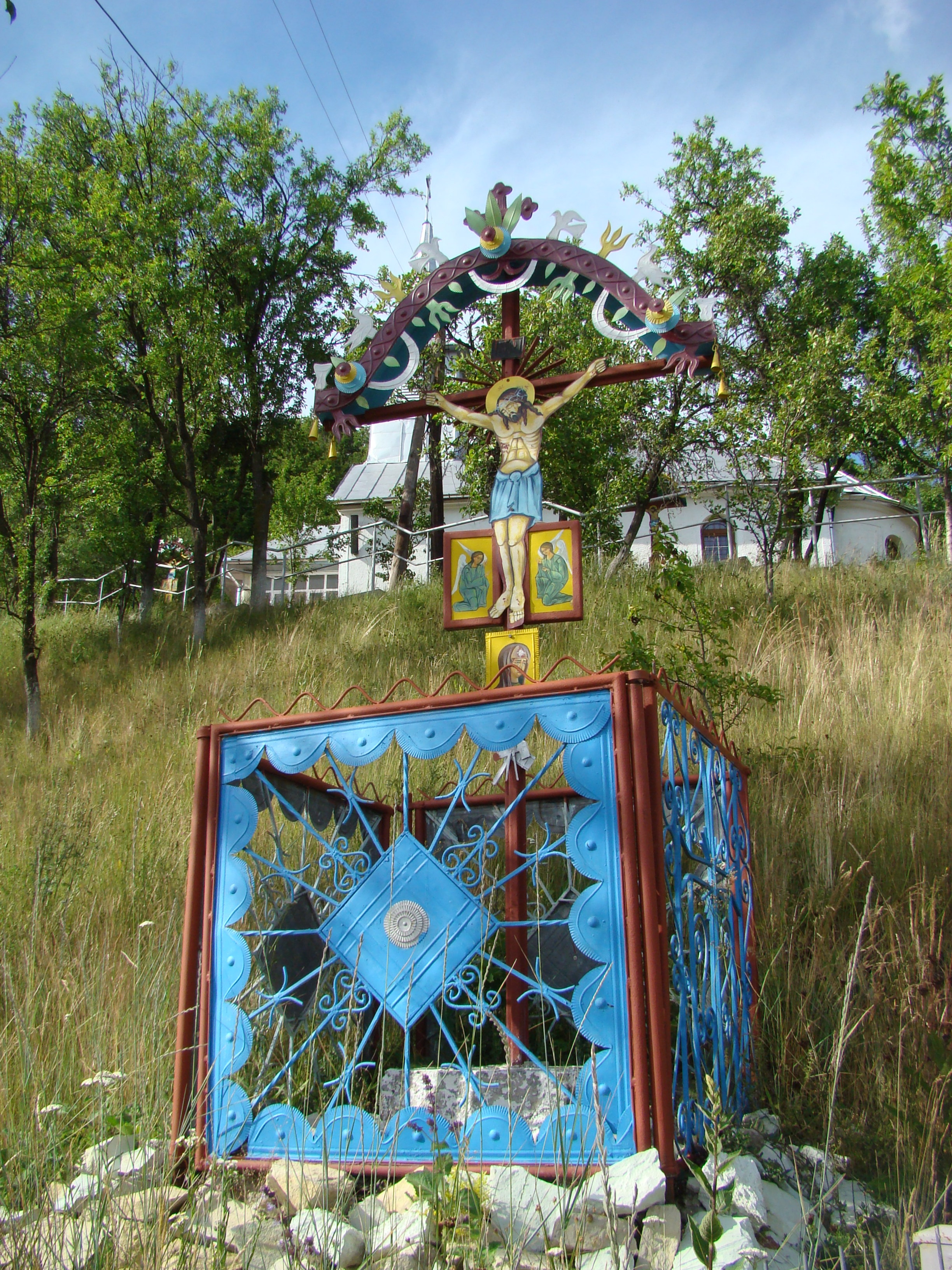
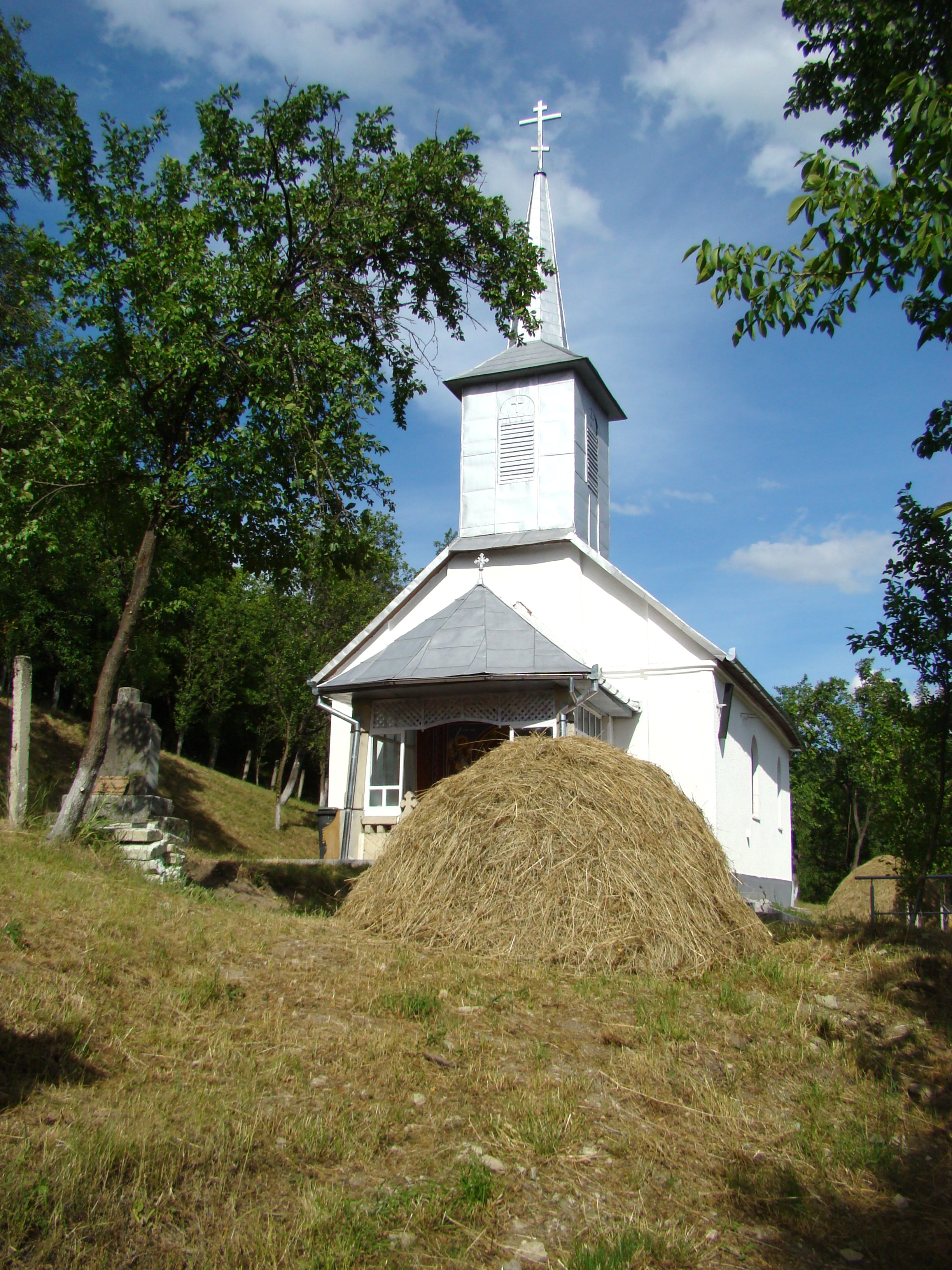
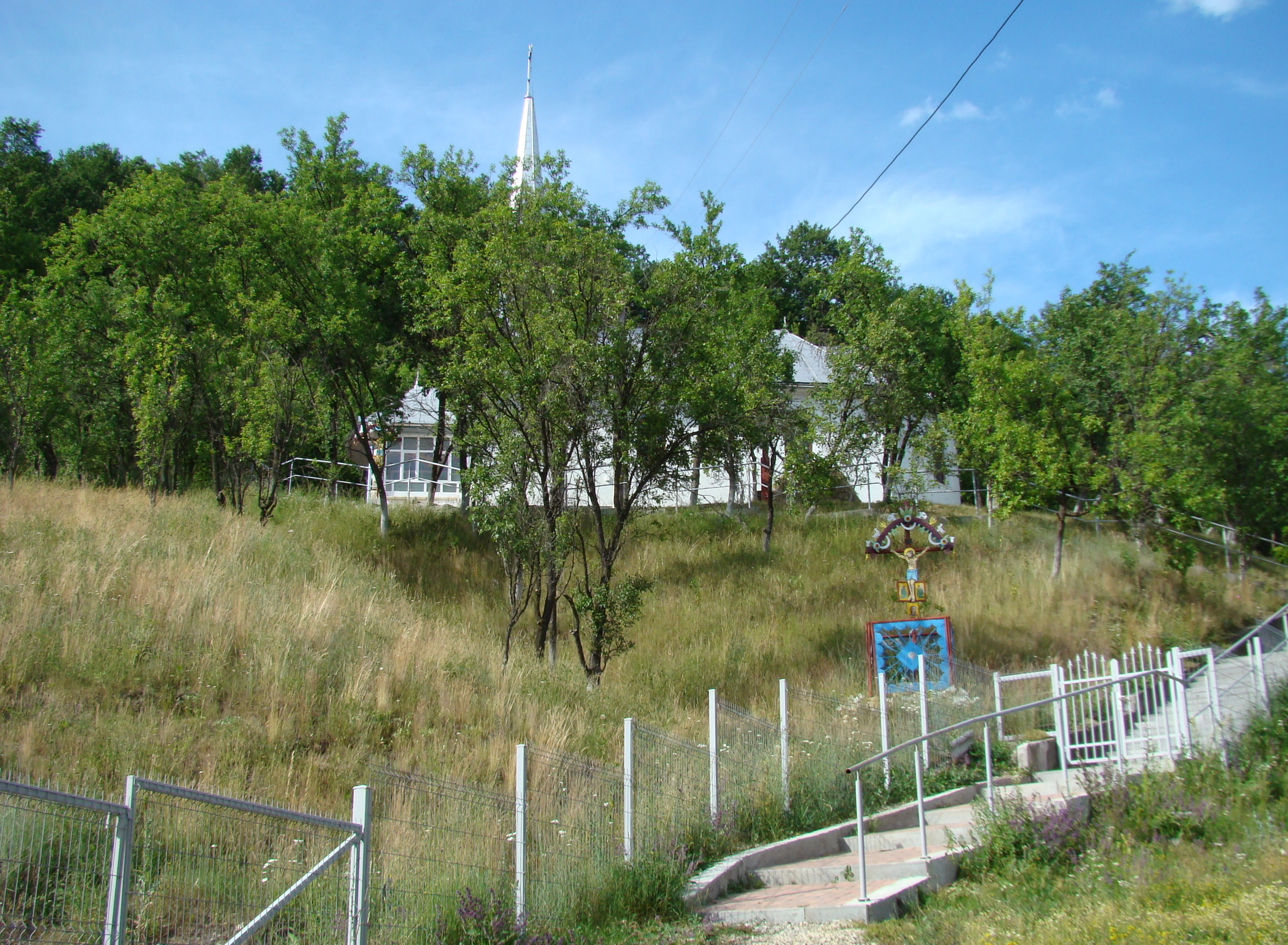